# Мрочкі-Великі
Мрочкі-Великі (пол. Mroczki Wielkie) — село в Польщі, у гміні Щитники Каліського повіту Великопольського воєводства.
Населення — 274 особи (2011).
У 1975-1998 роках село належало до Каліського воєводства.

## Демографія
Демографічна структура станом на 31 березня 2011 року:
|          | Загалом | Допрацездатний вік | Працездатний вік | Постпрацездатний вік |
| -------- | ------- | ------------------ | ---------------- | -------------------- |
| Чоловіки | 136     | 32                 | 91               | 13                   |
| Жінки    | 138     | 33                 | 79               | 26                   |
| Разом    | 274     | 65                 | 170              | 39                   |